# Amblyaspis triangularis
Amblyaspis triangularis är en stekelart som beskrevs av William Harris Ashmead 1894. Amblyaspis triangularis ingår i släktet Amblyaspis och familjen gallmyggesteklar. Inga underarter finns listade i Catalogue of Life.